# Арынова, Турсун
Турсун Арынова (Аринова) — советский политический деятель, депутат Верховного Совета СССР 1-го созыва (1938—1946) от Мирзачульского избирательного округа Узбекской ССР, была избрана на выборах 12 декабря 1937 года. Председатель Чиназского райисполкома. В 1939 году указом Президиума Верховного Совета СССР была награждена орденом «Знак Почёта».